# Терсера Федерасьйон
Терсера Федерасьйон (ісп. Tercera Federación), раніше відомий як Терсера Дивізіон КІФФ — п'ятий за значимістю дивізіон у системі футбольних ліг Іспанії після Прімери, Сегунди, Прімери Федерасьйон та Сегунди Федерасьйон, заснований у 2021 році замість Терсери. Він управляється Королівською іспанською футбольною федерацією і є найвищим аматорським дивізіоном країни.

## Історія
У 2020 році Королівська федерація футболу Іспанії оголосила про створення трьох нових дивізіонів, двох напівпрофесіональних та одного аматорського: Прімера Дивізіон КІФФ як новий третій рівень іспанської футбольної системи;, Сегунда Дивізіон КІФФ як новий четвертий рівень (при проведенні змагання використовується той самий принцип, що використовувався у Сегунді Б); і Терсера Дивізіон КІФФ як новий п'ятий рівень (так само, як і в Терсері, відповідно до правил проведення якого утворюються групи, які обмежені будь-якою автономною спільнотою та керуються місцевими органами управління).
У дебютному сезоні нового турніру 2021/22, який носив назву Третій дивізіон Королівської іспанської футбольної федерації (ісп. Tercera División RFEF), зіграло 320 команд (26 команд, які вилетіли з Сегунди Б 2020/21, 234 учасника Терсери 2020/21 і 60 команд, які підвищились з регіональних ліг), які були поділені на 18 груп з різною кількістю учасників. За підсумками сезону з кожної групи принаймні три команди вилетіло до регіональних ліг таким чином, що всі групи дивізіону отримали по 16 команд на сезон 2022/23 років, встановивши такий формат на 288 клубів на постійній основі.
У липні 2022 року турнір було перейменовано на Терсера Федерасьйон.

## Формат проведення

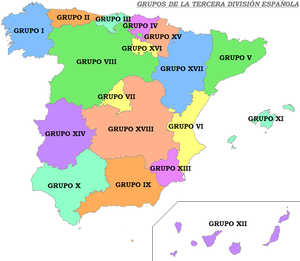
18 регіональних груп на карті Іспанії

Дивізіон складається із 288 команд, які поділені на 18 груп по 16 у кожній. Групо практично відповідають автономним спільнотам Іспанії за винятком Андалусії, яка через великий розмір регіону і чималу кількість команд поділена на дві групи. За підсумками чемпіонату найкращі команди отримають шанс вийти до Сегунди КІФФ, а команди, які посіли останні місця у своїх групах, вилітають до регіональних ліг.
Вісімнадцять чемпіонів груп (за винятком резервних команд) також кваліфікуються до Кубка Іспанії наступного сезону, а інші команди дивізіону змагаються в Кубку Федерації.

### Список груп
- Група 1 — Галісія
- Група 2 — Астурія
- Група 3 — Кантабрія
- Група 4 — Країна Басків
- Група 5 — Каталонія
- Група 6 — Валенсія
- Група 7 — Мадрид
- Група 8 — Кастилія і Леон
- Група 9 — Східна Андалусія і Мелілья
- Група 10 — Західна Андалусія і Сеута
- Група 11 — Балеарські острови
- Група 12 — Канарські острови
- Група 13 — Мурсія
- Група 14 — Естремадура
- Група 15 — Наварра
- Група 16 — Ріоха
- Група 17 — Арагон
- Група 18 — Кастилія-Ла-Манча